# Marianne Haugsted
Marianne Haugsted (født 10. januar 2001 i Skive, Danmark) er en kvindelig dansk håndboldspiller, som spillede for Larvik HK i Norge, men spiller nu i Bjerringbro FH.